# 충주상업고등학교
충주상업고등학교(忠州商業高等學校)는 대한민국 충청북도 충주시 호암동에 있는 사립 고등학교이다.

## 학교 연혁
- 1965년 3월 6일 : 학교법인 충주미덕학원 설립인가
- 1965년 3월 6일 : 제1대 홍종만 이사장 취임
- 1968년 11월 20일 : 충주상업고등학교 설립인가
- 1969년 3월 2일 : 초대 안길준 교장 취임
- 1969년 3월 10일 : 제1회 입학식
- 1983년 8월 9일 : 학칙변경 - 남녀공학(남 24, 여 6)
- 1986년 2월 27일 : 학칙변경 - 충주종합고등학교(상업계 24, 인문계 6)
- 1991년 7월 15일 : 학교신축 이전(호암동 33), 학칙변경 - 충주상업고등학교로 교명변경, 인문계는 중산외국어고등학교로 분리 신설
- 1996년 11월 28일 : 축구부 창단
- 2009년 3월 1일 : 제6대 안건일 이사장 취임
- 2014년 3월 2일 : 학과개편(마케팅경영과 4학급, 경영회계과 4학급)
- 2021년 3월 2일 : 학과개편(경영회계과 2학급, 경영관리과 2학급, 스마트IT과 1학급, 관광레저과 1학급, 외식조리과 1학급)
- 2023년 9월 1일 : 제21대 김성수 교장 취임

## 설치 학과
- 관광레저과
- 경영회계과
- 스마트 IT과
- 경영관리과
- 외식조리과

## 참고 자료
- 충주상업고등학교 - 한국교육학술정보원 학교알리미